# Zoomorfismo
Zoomorfismo é uma técnica muito utilizada no romance naturalista, principalmente em O Cortiço (Obra de Aluísio Azevedo). A palavra zoomorfismo deriva do grego antigo: ζῶον, romanizado: zōon, lit. 'animal' e grego antigo: μορφή, romanizado: morphē, lit. 'forma'. Consiste em comparar personagens a animais quando elas se deixam guiar pelos instintos. É notado o grande interesse da estética naturalista por essa atitude, pois ela é encarada como um dos determinantes do comportamento.